# Ich war noch niemals in New York
Ich war noch niemals in New York (česky Ještě nikdy jsem nebyl v New Yorku) je muzikál, založený na písních rakouského skladatele a zpěváka Udo Jürgense, který měl světovou premiéru v roce 2007 v Hamburku. Název pochází ze stejnojmenné Jürgensovy písně z roku 1982. Muzikál pojednává o třech párech procházejících různými obtížemi: pár rozhodující se mezi láskou a kariérou, pár, který se odmítá smířit s tím, že by v pokročilejším věku už nebylo možné jít za svými sny, a homosexuální pár, který je vystaven odmítavým postojům některých lidí. Všichni pak jdou na společné plavbě do New Yorku za pravým smyslem života a poznávají, co je na světě skutečně důležité.